# Ambasada Armenii w Polsce
Ambasada Armenii w Polsce, Ambasada Republiki Armenii (orm. Լեհաստանում Հայաստանի դեսպանատուն) – armeńska placówka dyplomatyczna znajdująca się w Warszawie przy ul. Bekasów 50.

## Siedziba
Do czasu uzyskania przez Armenię niepodległości, kontakty z Polską utrzymywano w ramach kontaktów Polski z ZSRR. Stosunki dyplomatyczne z Armenią nawiązano w 1992. W Warszawie przedstawicielstwo dyplomatyczne otwarto w 1998; ambasada znajdowała się przy ul. Woziwody 15 (2001−2003), oraz przy ul. Waszkowskiego 11 (2004−2006).